# 3β-ヒドロキシ-5α-ステロイドデヒドロゲナーゼ
3β-ヒドロキシ-5α-ステロイドデヒドロゲナーゼ（3β-hydroxy-5α-steroid dehydrogenase）は、次の化学反応を触媒する酸化還元酵素である。
すなわち、この酵素の基質は3β-ヒドロキシ-5α-プレグナン-20-オンとNADP+、生成物は5α-プレグナン-3,20-ジオンとNADPHとH+である。
組織名は3β-hydroxy-5α-steroid:NADP+ 3-oxidoreductaseである。